# Saint-Mards-en-Othe
Saint-Mards-en-Othe település Franciaországban, Aube megyében. Lakosainak száma 639 fő (2022. január 1.). Saint-Mards-en-Othe Chennegy, Maraye-en-Othe, Nogent-en-Othe, Villemoiron-en-Othe, Bœurs-en-Othe, Sormery és Aix-Villemaur-Pâlis községekkel határos.

## Népesség
A település népessége az elmúlt években az alábbi módon változott:
| Lakosok száma | 693  | 556  | 513  | 625  | 661  | 648  | 640  | 638  | 638  | 639  |
|               | 1968 | 1982 | 1990 | 2006 | 2013 | 2015 | 2017 | 2019 | 2020 | 2022 |